# Phaloria vulgata
Phaloria vulgata är en insektsart som beskrevs av Andrej Vasiljevitj Gorochov 1996. Phaloria vulgata ingår i släktet Phaloria och familjen syrsor. Inga underarter finns listade i Catalogue of Life.